# Porte de Fatima
La Porte de Fatima ou Porte de Fatmé (également connue sous le nom de Passage du bon mur) est une place située dans la ville libanaise de Kfar Kila, à la frontière avec Israël. La porte de Fatima est un lieu symbolique.

## Histoire
Lors du début de la guerre du Liban en 1976, les Israéliens ont ouvert le passage pour aider les chrétiens en lutte avec l'Organisation de libération de la Palestine (OLP).
Fatima Mahbouba, une libanaise, est blessée au cours des combats et transportée vers l'hôpital israélien de Ramat Gan. Par la suite le passage prendre le nom de cette femme.